# Экзонуклеазы
Экзонуклеазы — белки из группы нуклеаз, отщепляющие концевые мононуклеотиды от полинуклеотидной цепи путём гидролиза фосфодиэфирных связей между нуклеотидами.
В зависимости от способности гидролизовать связи на 3'- и 5'-концах полинуклеотидной цепи различают 3'- и 5'-экзонуклеазы. Экзонуклеазы встречаются в клетках как обособленно, так и в составе ферментативных комплексов. Например, ДНК-полимераза I содержит 5'-экзонуклеазу, которая отщепляет РНК-праймер, прикреплённый непосредственно к тому месту, на котором происходит синтез ДНК. После этого ДНК-полимераза I начинает присоединять нуклеотиды на место отсоединённого праймера. У архебактерий и эукариот один из основных путей деградации РНК осуществляется белковым комплексом, состоящим, по большей части из 3'- и 5'-экзорибонуклеаз.